# عبد الجليل أبو حمادة
عبد الجليل أبو حمادة (مواليد 1 مارس 1992) هو ملاكم مغربي.
تميزت مسيرته المهنية بشكل أساسي بميداليتين ذهبيتين في البطولات الأفريقية في عامي 2015 و 2017 في فئة الوزن الثقيل.
في 2017، انسحب رفقة مواطنه الملاكم محمد حموت من المشاركة في بطولة العالم للملاكمة هواة المقامة في نفس السنة في هامبورغ احتجاجا على التهميش المعنوي وعدم توصلهما بمستحقاتهما المادية.